# Томаш Соучек
Томаш Соучек (чеськ. Tomáš Souček, нар. 27 лютого 1995, Гавлічкув-Брод) — чеський футболіст, опорний півзахисник клубу «Вест Гем Юнайтед» та національної збірної Чехії.
Чемпіон Чехії. Дворазовий володар Кубка Чехії.

## Клубна кар'єра
Томаш Соучек народився 27 лютого 1995 року в місті Гавлічкув-Брод, і є вихованцем юнацької команди місцевого клубу «Слован» (Гавлічкув-Брод), пізніше він перейшов до юнацької команди сильнішої столичної чеської команди «Славії». З 2014 року Соучек перейшов до основної команди «Славії», проте він не мав місця в основі іменитого чеського клубу, тому з початку 2015 року він півроку грав у оренді за клуб другого чеського дивізіону «Вікторія» (Жижков), в якій того року взяв участь у 14 матчах чемпіонату. По завершенні терміну оренди Соучек повернувся до «Славії», дебютував у найвищій чеській лізі 27 липня 2015 року в матчі з «Вікторією» з Плзеня, а 16 серпня в матчі проти клубу «Височина» з Їглави забив свій перший гол у найвищому чеському дивізіоні. До початку 2017 року Томаш Соучек грав за «Славію» у вищому дивізіоні, проте на початку сезону 2016—2017 року він втратив місце в основі команди через прихід до клубу гравця збірної Камеруну Мішаеля Нгадеу-Нгаджуї, і знову протягом півроку перебував у оренді в іншому клубі вищого чеського диізіону «Слован» з Лібереця, що не дозволило йому отримати золоті медалі переможця першості Чехії. За півроку Соучек повернувся до «Славії», і повернув собі місце в основі команди, зігравши 25 матчів у першості Чехії, та ставши володарем срібних нагород. Соучек також зіграв у складі «Славії» у фінальному матчі Кубку Чехії, в якому «Славія» переграла «Яблонець», та став разом із командою володарем Кубка Чехії.
У січні 2020 року Томаш Соучек став гравцем англійського клубу «Вест Гем Юнайтед» на правах оренди, а 24 липня цього ж року підписав контракт з англійським клубом вже на постійній основі.
1 січня 2024 року продовжив контракт з «Вест Гем Юнайтед» до червня 2027 року.

## Виступи за збірні
2013 року дебютував у складі юнацької збірної Чехії, взяв участь у 8 іграх на юнацькому рівні. Протягом 2015—2017 років залучався до складу молодіжної збірної Чехії, на молодіжному рівні зіграв у 14 офіційних матчах, забив 2 голи. У складі молодіжної збірної Соучек брав участь у фінальній частині Молодіжного чемпіонату Європи 2017 року.
15 листопада 2016 року Томаш Соучек дебютував в офіційних матчах у складі національної збірної Чехії в матчі проти збірної Данії.
У 2021 році Соучека включили до складу національної збірної для участі в чемпіонаті Європи, на якому чеська збірна дойшла до чвертьфіналу. На кінець 2022 року футболіст зіграв у складі національної збірної 56 матчів, у яких відзначився 9 забитими м'ячами.
| Дата       | Місто            | Господарі         | Результат | Гості      | Турнір                               | Голи | Примітки |
| ---------- | ---------------- | ----------------- | --------- | ---------- | ------------------------------------ | ---- | -------- |
| 15-11-2016 | Млада Болеслав   | Чехія             | 1 – 1     | Данія      | товариський матч                     | -    | 66'      |
| 05-06-2017 | Брюссель         | Бельгія           | 2 – 1     | Чехія      | товариський матч                     | -    |          |
| 10-06-2017 | Осло             | Норвегія          | 1 – 1     | Чехія      | Відбір до ЧС 2018                    | -    | 73'      |
| 01-09-2017 | Прага            | Чехія             | 1 – 2     | Німеччина  | Відбір до ЧС 2018                    | -    |          |
| 04-09-2017 | Белфаст          | Північна Ірландія | 2 – 0     | Чехія      | Відбір до ЧС 2018                    | -    |          |
| 05-10-2017 | Баку             | Азербайджан       | 1 – 2     | Чехія      | Відбір до ЧС 2018                    | -    | 78'      |
| 08-11-2017 | Доха             | Ісландія          | 1 – 2     | Чехія      | товариський матч                     | 1    | 82'      |
| 11-11-2017 | Доха             | Катар             | 0 – 1     | Чехія      | товариський матч                     | -    | 74'      |
| 23-03-2018 | Наньнін          | Уругвай           | 2 – 0     | Чехія      | товариський матч                     | -    | 76'      |
| 26-03-2018 | Наньнін          | КНР               | 1 – 4     | Чехія      | товариський матч                     | -    | 79'      |
| 06-06-2018 | Швехат           | Нігерія           | 0 – 1     | Чехія      | товариський матч                     | -    | 65'      |
| 06-09-2018 | Угерске Градіште | Чехія             | 1 – 2     | Україна    | Ліга націй УЄФА 2018-2019 - 1-й етап | -    | 53'      |
| 10-09-2018 | Ростов-на-Дону   | Росія             | 5 – 1     | Чехія      | товариський матч                     | 1    | 63'      |
| 13-10-2018 | Трнава           | Словаччина        | 1 – 2     | Чехія      | Ліга націй УЄФА 2018-2019 - 1-й етап | -    | 38'      |
| 15-11-2018 | Гданськ          | Польща            | 0 – 1     | Чехія      | товариський матч                     | -    | 46'      |
| 19-11-2018 | Прага            | Чехія             | 1 – 0     | Словаччина | Ліга націй УЄФА 2018-2019 - 1-й етап | -    |          |
| 22-03-2019 | Лондон           | Англія            | 5 – 0     | Чехія      | Відбір до ЧЄ 2020                    | -    |          |
| 26-03-2019 | Прага            | Чехія             | 1 – 3     | Бразилія   | товариський матч                     | -    |          |
| 07-06-2019 | Прага            | Чехія             | 2 – 1     | Болгарія   | Відбір до ЧЄ 2020                    | -    |          |
| 10-06-2019 | Оломоуць         | Чехія             | 3 – 0     | Чорногорія | Відбір до ЧЄ 2020                    | -    |          |
| 07-09-2019 | Приштина         | Косово            | 2 – 1     | Чехія      | Відбір до ЧЄ 2020                    | -    |          |
| 10-09-2019 | Подгориця        | Чорногорія        | 0 – 3     | Чехія      | Відбір до ЧЄ 2020                    | 1    | 82'      |
| Усього     |                  | Матчів            | 22        |            | Голів                                | 3    |          |

## Титули і досягнення
- Чемпіон Чехії (1):

«Славія» (Прага): 2018–19
- Володар Кубка Чехії (2):

«Славія» (Прага): 2017-18, 2018–19
- Переможець Ліги конференцій УЄФА (1):

«Вест Гем Юнайтед»: 2022–23